# Astrid Williamson
Astrid Williamson (Shetland, 28 novembre 1968) è una musicista, compositrice e cantautrice scozzese.
Dopo esser stata la frontwoman del gruppo Goya Dress, a metà anni novanta inizia la carriera da solista: Day of the Lone Wolf, prodotto dalla sua etichetta Incarnation Records, è il suo lavoro più versatile.

## Discografia
Album in studio
- 1998 – Boy for You
- 2002 – Carnation
- 2006 – Day of the Lone Wolf
- 2009 – Here Come the Vikings
- 2011 – Pulse
- 2015 – We Go to Dream
- 2015 – Requiem and Gallipoli

Album collaborativi
- 1995 – Bedroom Cinema EP (con Goya Dress)
- 1995 – Ruby EP (con Goya Dress)
- 1996 – Rooms (con Goya Dress)
- 1999 – Louanges (con Stephan Eicher)
- 2000 – Twisted Tenderness (con Electronic)
- 2003 – 1000 Years (con Arthur Baker)
- 2014 – Twilight Kingdom (con Lisa Gerrard)